# Martín García (tennisser)
Martín Alberto García (Buenos Aires, 2 mei 1977) is een voormalig Argentijns tennisser die tussen 1993 en 2009 actief was in het professionele tenniscircuit.
García is vooral bekend als gravelspecialist in het dubbelspel,hij heeft in zijn carrière acht ATP-dubbeltoernooien op zijn naam geschreven en stond daarnaast nog in veertien finales.

## Palmares

### Dubbelspel
| Nr.                               | Datum             | Toernooi           | Ondergrond    | Partner          | Tegenstanders in finale               | Score                  | Details |
| --------------------------------- | ----------------- | ------------------ | ------------- | ---------------- | ------------------------------------- | ---------------------- | ------- |
| Gewonnen finales heren dubbel     |                   |                    |               |                  |                                       |                        |         |
| 1.                                | 29 augustus 1999  | ATP Boston         | Hardcourt     | Guillermo Cañas  | Marius Barnard T.J. Middleton         | 5–7, 7–6(2), 6–3       | Details |
| 2.                                | 3 oktober 1999    | ATP Boekarest      | Gravel        | Lucas Arnold Ker | Marc-Kevin Goellner Francisco Montana | 6–3, 2–6, 6–3          | Details |
| 3.                                | 1 oktober 2000    | ATP Palermo (1)    | Gravel        | Tomás Carbonell  | Pablo Albano Marc-Kevin Goellner      | walk-over              | Details |
| 4.                                | 24 juli 2005      | ATP Amersfoort     | Gravel        | Luis Horna       | Fernando González Nicolás Massú       | 6–4, 6–4               | Details |
| 5.                                | 2 oktober 2005    | ATP Palermo (2)    | Gravel        | Mariano Hood     | Mariusz Fyrstenberg Marcin Matkowski  | 6–2, 6–3               | Details |
| 6.                                | 1 oktober 2006    | ATP Palermo (3)    | Gravel        | Luis Horna       | Mariusz Fyrstenberg Marcin Matkowski  | 7–6(1), 7–6(2)         | Details |
| 7.                                | 25 februari 2007  | ATP Buenos Aires   | Gravel        | Sebastián Prieto | Albert Montañés Rubén Ramírez Hidalgo | 6–4, 6–2               | Details |
| 8.                                | 6 januari 2008    | ATP Adelaide       | Hardcourt     | Marcelo Melo     | Chris Guccione Robert Smeets          | 6–3, 3–6, [10-7]       | Details |
| Verloren finales heren dubbel     |                   |                    |               |                  |                                       |                        |         |
| 1.                                | 14 januari 2001   | ATP Auckland (1)   | Hardcourt     | David Adams      | Marius Barnard Jim Thomas             | 6–7(10), 4–6           | Details |
| 2.                                | 4 maart 2001      | ATP Acapulco       | Gravel        | David Adams      | Donald Johnson Gustavo Kuerten        | 3–6, 6–7(5)            | Details |
| 3.                                | 13 januari 2002   | ATP Auckland (2)   | Hardcourt     | Cyril Suk        | Jonas Björkman Todd Woodbridge        | 6–7(5), 6–7(7)         | Details |
| 4.                                | 14 april 2002     | ATP Casablanca (1) | Gravel        | Luis Lobo        | Stephen Huss Myles Wakefield          | 4–6, 2–6               | Details |
| 5.                                | 25 juli 2004      | ATP Kitzbühel      | Gravel        | Lucas Arnold Ker | František Čermák Leoš Friedl          | 3–6, 5–7               | Details |
| 6.                                | 15 augustus 2004  | ATP Sopot (1)      | Gravel        | Sebastián Prieto | František Čermák Leoš Friedl          | 6–2, 2–6, 3–6          | Details |
| 7.                                | 10 april 2005     | ATP Casablanca (2) | Gravel        | Luis Horna       | František Čermák Leoš Friedl          | 4–6, 3–6               | Details |
| 8.                                | 24 april 2005     | ATP Houston        | Gravel        | Luis Horna       | Mark Knowles Daniel Nestor            | 3–6, 4–6               | Details |
| 9.                                | 6 augustus 2006   | ATP Sopot (2)      | Gravel        | Sebastián Prieto | František Čermák Leoš Friedl          | 3–6, 5–7               | Details |
| 10.                               | 17 september 2006 | ATP Boekarest (1)  | Gravel        | Luis Horna       | Mariusz Fyrstenberg Marcin Matkowski  | 7–6(5), 6–7(5), [8-10] | Details |
| 11.                               | 6 mei 2007        | ATP Estoril        | Gravel        | Sebastián Prieto | Marcelo Melo André Sá                 | 6–3, 2–6, [6-10]       | Details |
| 12.                               | 15 juli 2007      | ATP Båstad         | Gravel        | Sebastián Prieto | Simon Aspelin Julian Knowle           | 2–6, 4–6               | Details |
| 13.                               | 5 augustus 2007   | ATP Sopot (3)      | Gravel        | Sebastián Prieto | Mariusz Fyrstenberg Marcin Matkowski  | 1–6, 1–6               | Details |
| 14.                               | 16 september 2007 | ATP Boekarest (2)  | Gravel        | Sebastián Prieto | Oliver Marach Michal Mertiňák         | 6–7(2), 6–7(10)        | Details |
| Gewonnen challengers heren dubbel |                   |                    |               |                  |                                       |                        |         |
| 1.                                | 22 november 1998  | Buenos Aires (1)   | Gravel        | Guillermo Cañas  | Alberto Martín Salvador Navarro       | 6-7, 6-1, 6-4          |         |
| 2.                                | 18 april 1999     | Nice               | Gravel        | Sebastián Prieto | Tomáš Cibulec Leoš Friedl             | 7-6, 6-4               |         |
| 3.                                | 24 oktober 1999   | Lima               | Gravel        | Pablo Albano     | Mariano Hood Sebastián Prieto         | 7-6(3), 3-6, 6-3       |         |
| 4.                                | 14 november 1999  | Montevideo         | Gravel        | Pablo Albano     | Diego del Rio Daniel Orsanic          | 6-2, 6-3               |         |
| 5.                                | 21 november 1999  | Buenos Aires (2)   | Gravel        | Guillermo Cañas  | Paul Rosner Dušan Vemić               | 6-4, 6-4               |         |
| 6.                                | 1 oktober 2000    | Biella             | Gravel        | Mariano Puerta   | Simon Aspelin Fredrik Bergh           | 6-2, 4-6, 6-4          |         |
| 7.                                | 9 februari 2003   | Joplin             | Hardcourt (i) | Graydon Oliver   | Diego Ayala Brandon Coupe             | 6-1, 6-4               |         |
| 8.                                | 16 maart 2003     | Salinas            | Hardcourt     | Sebastián Prieto | Michael Kohlmann Harel Levy           | Walk-over              |         |
| 9.                                | 18 maart 2007     | Bogota             | Gravel        | Diego Hartfield  | Frederico Gil Dick Norman             | 6-4, 3-6, [10-5]       |         |
| 10.                               | 21 oktober 2007   | Andrézieux         | Hardcourt (i) | Sebastián Prieto | José Acasuso Diego Hartfield          | 6-3, 6-1               |         |

## Prestatietabel
| Legenda | Legenda                          |
| ------- | -------------------------------- |
| g.t.    | geen toernooi gehouden           |
| l.c.    | lagere categorie                 |
| –       | niet deelgenomen                 |
| G       | uitgeschakeld in de groepsfase   |
| 1R      | uitgeschakeld in de eerste ronde |
| 2R      | uitgeschakeld in de tweede ronde |
| 3R      | uitgeschakeld in de derde ronde  |
| 4R      | uitgeschakeld in de vierde ronde |
| KF      | uitgeschakeld in de kwartfinale  |
| HF      | uitgeschakeld in de halve finale |
| F       | de finale verloren               |
| W       | het toernooi gewonnen            |
| w-v     | winst/verlies-balans             |

### Prestatietabel grand slam, dubbelspel
| Toernooi        | 1999 | 2000 | 2001 | 2002 | 2003 | 2004 | 2005 | 2006 | 2007 | 2008 |
| --------------- | ---- | ---- | ---- | ---- | ---- | ---- | ---- | ---- | ---- | ---- |
| Australian Open | –    | 1R   | 3R   | 1R   | 1R   | 2R   | 2R   | 1R   | 1R   | 1R   |
| Roland Garros   | –    | HF   | 1R   | 1R   | 1R   | 1R   | 3R   | 1R   | 2R   | –    |
| Wimbledon       | –    | 1R   | 1R   | 2R   | 2R   | 2R   | 1R   | 3R   | 2R   | 1R   |
| US Open         | 1R   | 1R   | 2R   | 1R   | 2R   | 1R   | 1R   | 1R   | 1R   | –    |